# Singularitate goală
În teoria relativității generale, o singularitate goală este o singularitate gravitațională ipotetică fără un orizont de evenimente.
Atunci când există cel puțin o geodezică cauzală⁠(d) care, în viitor, se extinde către un observator aflat fie la infinit, fie în mișcare împreună cu norul în colaps, și care, în trecut, se termină la singularitatea gravitațională, acea singularitate este denumită singularitate goală. Într-o gaură neagră, singularitatea este complet înconjurată de o limită cunoscută sub numele de orizontul evenimentelor, în interiorul căruia curbura spațiu-timpului cauzată de singularitate este atât de puternică încât lumina nu poate scăpa. Prin urmare, obiectele din interiorul orizontului evenimentelor, inclusiv singularitatea însăși, nu pot fi observate direct. În contrast, o singularitate goală ar fi observabilă.
Existența teoretică a singularităților goale este importantă, deoarece ar însemna că ar fi posibil să se observe colapsul unui obiect până la o densitate infinită. De asemenea, acest lucru ar cauza probleme fundamentale pentru relativitatea generală, deoarece această teorie nu poate face predicții despre evoluția spațiu-timpului în apropierea unei singularități. În cazul găurilor negre obișnuite, aceasta nu este o problemă, deoarece un observator extern nu poate observa spațiu-timpul din interiorul orizontului evenimentelor.
Singularitățile goale nu au fost observate în natură. Observațiile astronomice asupra găurilor negre indică faptul că rata lor de rotație este sub pragul necesar pentru a produce o singularitate goală (parametrul de spin 1). GRS 1915+105⁠(d) este cel mai aproape de această limită, având un parametru de spin cuprins între 0,82 și 1,00. Se sugerează că GRO J1655−40⁠(d) ar putea fi o singularitate goală.
Conform ipotezei cenzurii cosmice⁠(d), singularitățile gravitaționale nu ar trebui să fie observabile. Dacă gravitația cuantică în buclă⁠(d) este corectă, singularitățile goale ar putea exista în natură.

## Formare prezisă
Când o stea masivă suferă un colaps gravitațional din cauza propriei sale gravitații imense, rezultatul final al acestui colaps persistent poate fi fie o gaură neagră, fie o singularitate goală. Acest lucru este valabil într-o gamă largă de scenarii fizic plauzibile în cadrul teoriei generale a relativității. Modelul Oppenheimer–Snyder–Datt⁠(d) (OSD) ilustrează colapsul unui nor sferic compus din praf omogen (materie fără presiune). În acest scenariu, toată materia converge simultan într-o singularitate a spațiu-timpului în termenii timpului mobil. Notabil, orizontul evenimentelor apare înaintea singularității, acoperind-o efectiv. Luând în considerare variațiile profilului densității inițiale (luând în calcul o densitate neomogenă), se poate demonstra o modificare semnificativă a comportamentului orizontului. Acest lucru duce la două rezultate potențiale distincte ale colapsului unui nor generic de praf: formarea unei găuri negre, caracterizată printr-un orizont care precede singularitatea, și apariția unei singularități goale, unde orizontul este întârziat. În cazul unei singularități goale, această întârziere permite geodezicelor nule sau razelor de lumină⁠(d) să scape din singularitatea centrală, unde densitatea și curbura diverg, ajungând la observatori îndepărtați. În explorarea unor scenarii mai realiste ale colapsului, o posibilă abordare implică includerea presiunilor în model. Colapsul gravitațional cu presiuni nenule și diverse modele care includ o ecuație de stare realistă, descriind relația specifică dintre densitate și presiune în interiorul norului, au fost studiate și investigate amănunțit de numeroși cercetători de-a lungul anilor. Aceste modele duc fie la formarea unei găuri negre, fie a unei singularități goale, în funcție de datele inițiale.
Pornind de la concepte legate de găurile negre rotative⁠(d), s-a demonstrat că o singularitate care se rotește rapid poate deveni un obiect în formă de inel. Acest lucru duce la apariția a două orizonturi ale evenimentelor, precum și a unei ergosfere⁠(d), care se apropie pe măsură ce rotația singularității se intensifică. Când orizonturile exterioare și interioare se unesc, ele se contractă spre singularitatea rotativă și, în cele din urmă, o expun restului universului.
O singularitate care se rotește suficient de rapid ar putea fi creată fie prin colapsul unui nor de praf, fie printr-o supernovă a unei stele care se rotește rapid. Au fost realizate studii asupra pulsarilor și unele simulări pe calculator (Choptuik⁠(d), 1997). În mod intrigant, s-a raportat recent că anumite pitice albe în rotație pot deveni, în mod realist, singularități goale rotative sau găuri negre, având o gamă largă de mase apropiate de cea a Soarelui sau subsolare, prin captarea particulelor asimetrice de materie întunecată. În mod similar, stelele neutronice rotative ar putea, de asemenea, să se transforme în singularități goale cu rotație lentă și masă apropiată de cea a Soarelui, dacă norul acumulat de particule de materie întunecată din nucleul unei stele neutronice poate fi modelat ca un fluid anizotrop. În general, precesia unui giroscop și precesia orbitelor materiei care cade într-o gaură neagră rotativă sau într-o singularitate goală pot fi utilizate pentru a distinge aceste obiecte exotice.
Matematicianul Demetrios Christodoulou, un câștigător al Premiului Shaw⁠(d), a demonstrat că, contrar așteptărilor, singularitățile care nu sunt ascunse într-o gaură neagră pot apărea. Totuși, ulterior a arătat că astfel de „singularități goale” sunt instabile.

## Metrici

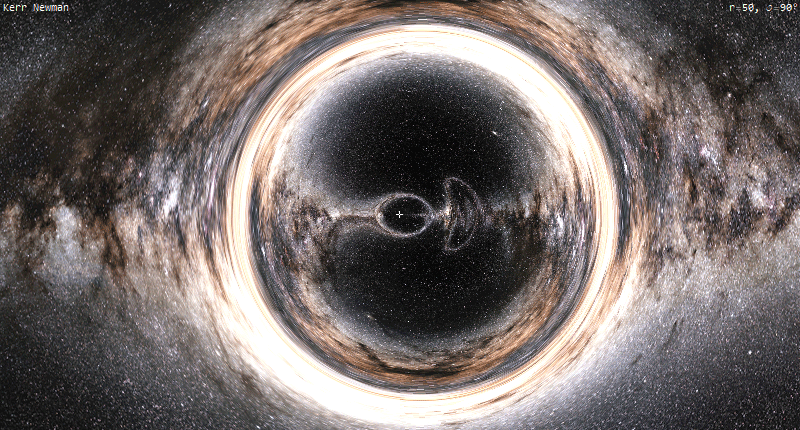
Imagine folosind a unei singularități goale ipotetice, având ca fundal Calea Lactee. Parametrii singularității sunt M=1, a²+Q²=2M². Singularitatea este privită din planul său ecuatorial la θ=90° (din profil).

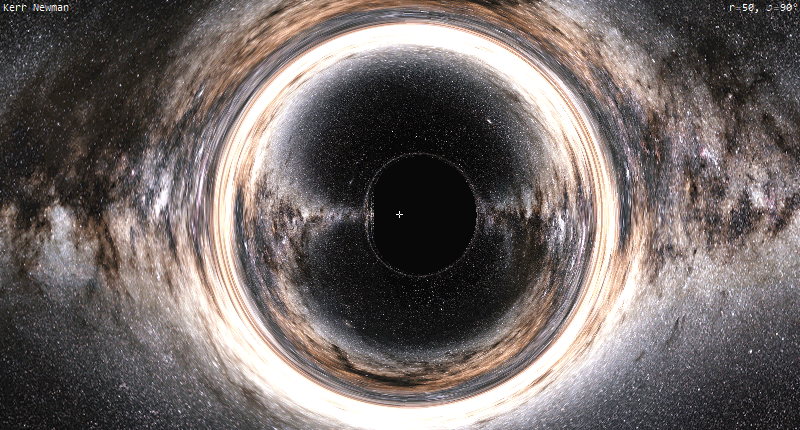
Comparație cu o gaură neagră extremală cu M=1, a²+Q²=1M²

Orizonturile evenimentelor care dispar există în metrica Kerr⁠(d), care descrie o gaură neagră în rotație într-un vid. Mai exact, dacă momentul unghiular este suficient de mare, orizonturile evenimentelor ar putea dispărea. Transformând metrica Kerr în coordonatele Boyer–Lindquist⁠(d), se poate arăta că coordonata {\displaystyle r} (care nu este raza) a orizontului evenimentelor este
{\displaystyle r_{\pm }=\mu \pm (\mu ^{2}-a^{2})^{1/2},}
unde {\displaystyle \mu =GM/c^{2}}, și {\displaystyle a=J/Mc}. În acest caz, „dispariția orizonturilor evenimentelor” înseamnă că soluțiile pentru {\displaystyle r_{\pm }} devin complexe, adică atunci când{\displaystyle \mu ^{2}<a^{2}}. Aceasta corespunde unui caz în care {\displaystyle J} depășește {\displaystyle GM^{2}/c} (sau în unități Planck⁠(d), {\displaystyle J>M^{2}}), adică momentul cinetic depășește ceea ce este considerat în mod normal limita superioară a valorilor fizic posibile.
Dispariția orizonturilor evenimentelor poate fi observată și în geometria Reissner–Nordström a unei găuri negre încărcate electric. În această metrică, se poate arăta că orizonturile apar la
{\displaystyle r_{\pm }=\mu \pm (\mu ^{2}-q^{2})^{1/2},}
unde {\displaystyle \mu =GM/c^{2}}, și {\displaystyle q^{2}=GQ^{2}/(4\pi \varepsilon _{0}c^{4})}. Dintre cele trei cazuri posibile pentru valorile relative ale {\displaystyle \mu } și {\displaystyle q}, cazul în care {\displaystyle \mu ^{2}<q^{2}} determină ca ambele {\displaystyle r_{\pm }} să fie complexe. Acest lucru înseamnă că metrica este regulată pentru toate valorile pozitive ale lui {\displaystyle r}, sau cu alte cuvinte, singularitatea nu are orizont de evenimente. Totuși, aceasta corespunde unui caz în care {\displaystyle Q/{\sqrt {4\pi \varepsilon _{0}}}} depășește {\displaystyle M{\sqrt {G}}} (sau în unități Planck, {\displaystyle Q>M}), adică sarcina depășește ceea ce este considerat în mod normal limita superioară a valorilor fizic posibile.
Pentru o singularitate inelară în rotație și încărcată electric, vezi metrica Kerr-Newman⁠(d).

## Efecte
O singularitate goală ar putea permite oamenilor de știință să observe un material cu densitate infinită, ceea ce, în mod normal, ar fi imposibil conform ipotezei cenzurii cosmice⁠(d). În absența oricărui orizont al evenimentelor, unii[cine?] speculează că singularitățile goale ar putea chiar să emită lumină.

## Ipoteza cenzurii cosmice
Ipoteza cenzurii cosmice afirmă că o singularitate gravitațională ar rămâne ascunsă de orizontul evenimentelor. Evenimentele detectate de LIGO, inclusiv GW150914⁠(d), sunt în concordanță cu aceste predicții. Deși în cazul unei singularități ar fi apărut anomalii în date, natura acestor anomalii rămâne necunoscută.
Unele cercetări au sugerat că, dacă gravitația cuantică în buclă este corectă, atunci singularitățile goale ar putea exista în natură, ceea ce ar implica faptul că ipoteza cenzurii cosmice nu se menține. Calcule numerice și alte argumente au sugerat, de asemenea, această posibilitate.

## În ficțiune
- Trilogia lui M. John Harrison⁠(d) Kefahuchi Tract de romane științifico-fantastice (Light⁠(d), Nova Swing⁠(d) și Empty Space) se concentrează pe explorarea umanității a unei singularități goale.
- „Dark Peril” de James C. Glass (publicat în Analog martie 2005), este o poveste despre călători în spațiu într-o misiune de explorare. În timp ce investighează un fenomen cosmologic ciudat, cele două mici nave spațiale ale lor încep să se tremure și nu pot părăsi zona. Un membru al echipajului realizează că sunt prinși în ergosfera⁠(d) unei găuri negre sau a unei singularități goale. Povestea descrie un grup de găuri negre multiple sau singularități și ceea ce face echipajul pentru a încerca să supraviețuiască acestei situații aparent inevitabile.
- Xeeleee Sequence a lui Stephen Baxter îi prezintă pe Xeelee, care creează un inel masiv care produce o singularitate goală. Este folosit pentru a călători în alt univers.
- În episodul intitulat „ Daybreak⁠(d) ”, finalul serialului de televiziune reimaginat din 2004 Battlestar Galactica, colonia Cylon orbitează în jurul unei singularități goale.[necesită citare]
- Se crede că Dumnezeul adormit din trilogia Zorii nopții a lui Peter Hamilton este o singularitate goală.
- În Interstellar a lui Christopher Nolan, inexistența unei singularități goale împiedică umanitatea să finalizeze o teorie a gravitației cuantice din cauza inaccesibilității datelor experimentale din interiorul orizontului de evenimente.
- În romanul vizual Steins;Gate⁠(d), o singularitate goală este folosită pentru a comprima amintirile digitalizate ale protagonistului într-o dimensiune mai mică, pentru a fi apoi trimisă înapoi în timp cu o „mașină de salt în timp” improvizată.
- În romanul Star Trek din 1981 al lui Vonda McIntyre, Efectul de entropie⁠(d), se constată că o singularitate goală este un efect secundar al experimentelor de călătorie în timp și amenință să distrugă universul dacă experimentele de călătorie în timp nu sunt oprite înainte de a începe.